# رانچت استیتس (تگزاس)
رانچت استیتس (به انگلیسی: Ranchette Estates) یک منطقهٔ مسکونی در ایالات متحده آمریکا است که در شهرستان ویلسی، تگزاس واقع شده‌است. رانچت استیتس ۱٫۶ کیلومتر مربع مساحت و ۱۵۲ نفر جمعیت دارد و ۱۱ متر بالاتر از سطح دریا واقع شده‌است.